# Episodi di Studio 57 (terza stagione)
La terza stagione della serie televisiva Studio 57 è stata trasmessa in anteprima negli Stati Uniti d'America in syndication tra il 18 settembre 1956 e il 16 giugno 1957.
| nº | Titolo originale            | Titolo italiano | Prima TV USA      | Prima TV Italia |
| -- | --------------------------- | --------------- | ----------------- | --------------- |
| 1  | This Land Is Mine           |                 | 18 settembre 1956 |                 |
| 2  | My Friends, the Birds       |                 | 25 settembre 1956 |                 |
| 3  | Mrs. Snyder                 |                 | 2 ottobre 1956    |                 |
| 4  | Perfect Likeness            |                 | 9 ottobre 1956    |                 |
| 5  | Palm Springs Incident       |                 | 16 ottobre 1956   |                 |
| 6  | Pride of the Man            |                 | 23 ottobre 1956   |                 |
| 7  | Teacher                     |                 | 31 ottobre 1956   |                 |
| 8  | The Charlatan               |                 | 7 novembre 1956   |                 |
| 9  | Swing Your Partner, Hector  |                 | 14 novembre 1956  |                 |
| 10 | Mr. Cinderella              |                 | 21 novembre 1956  |                 |
| 11 | The Blue Wall               |                 | 4 dicembre 1956   |                 |
| 12 | Challenge                   |                 | 11 dicembre 1956  |                 |
| 13 | The Ballad of Jubal Pickett |                 | 16 dicembre 1956  |                 |
| 14 | Once Upon a Christmas Eve   |                 | 24 dicembre 1956  |                 |
| 15 | Outpost                     |                 | 3 gennaio 1957    |                 |
| 16 | The Big Leap                |                 | 25 gennaio 1957   |                 |
| 17 | Man on the Outside          |                 | 2 febbraio 1957   |                 |
| 18 | The Alibi                   |                 | 6 febbraio 1957   |                 |
| 19 | You Take Ballistics         |                 | 13 febbraio 1957  |                 |
| 20 | Strange Quarry              |                 | 20 febbraio 1957  |                 |
| 21 | Safe Enough                 |                 | 1º marzo 1957     |                 |
| 22 | Big Joe's Coming Home       |                 | 13 marzo 1957     |                 |
| 23 | Stephen and Publius Syrus   |                 | 18 marzo 1957     |                 |
| 24 | Explosion                   |                 | 25 marzo 1957     |                 |
| 25 | Always Open and Shut        |                 | 8 aprile 1957     |                 |
| 26 | It's a Small World          |                 | 15 aprile 1957    |                 |
| 27 | The Velvet Trap             |                 | 24 aprile 1957    |                 |
| 28 | The Smuggler                |                 | 10 maggio 1957    |                 |
| 29 | As Long as I Live           |                 | 13 maggio 1957    |                 |
| 30 | Woman at Sea                |                 | 15 maggio 1957    |                 |
| 31 | Shoot the Moon              |                 | 24 maggio 1957    |                 |
| 32 | The Mirror                  |                 | 8 giugno 1957     |                 |
| 33 | Little Miss Bedford         |                 | 9 giugno 1957     |                 |
| 34 | The Customs of the Country  |                 | 16 giugno 1957    |                 |